# Bacino (idraulica)

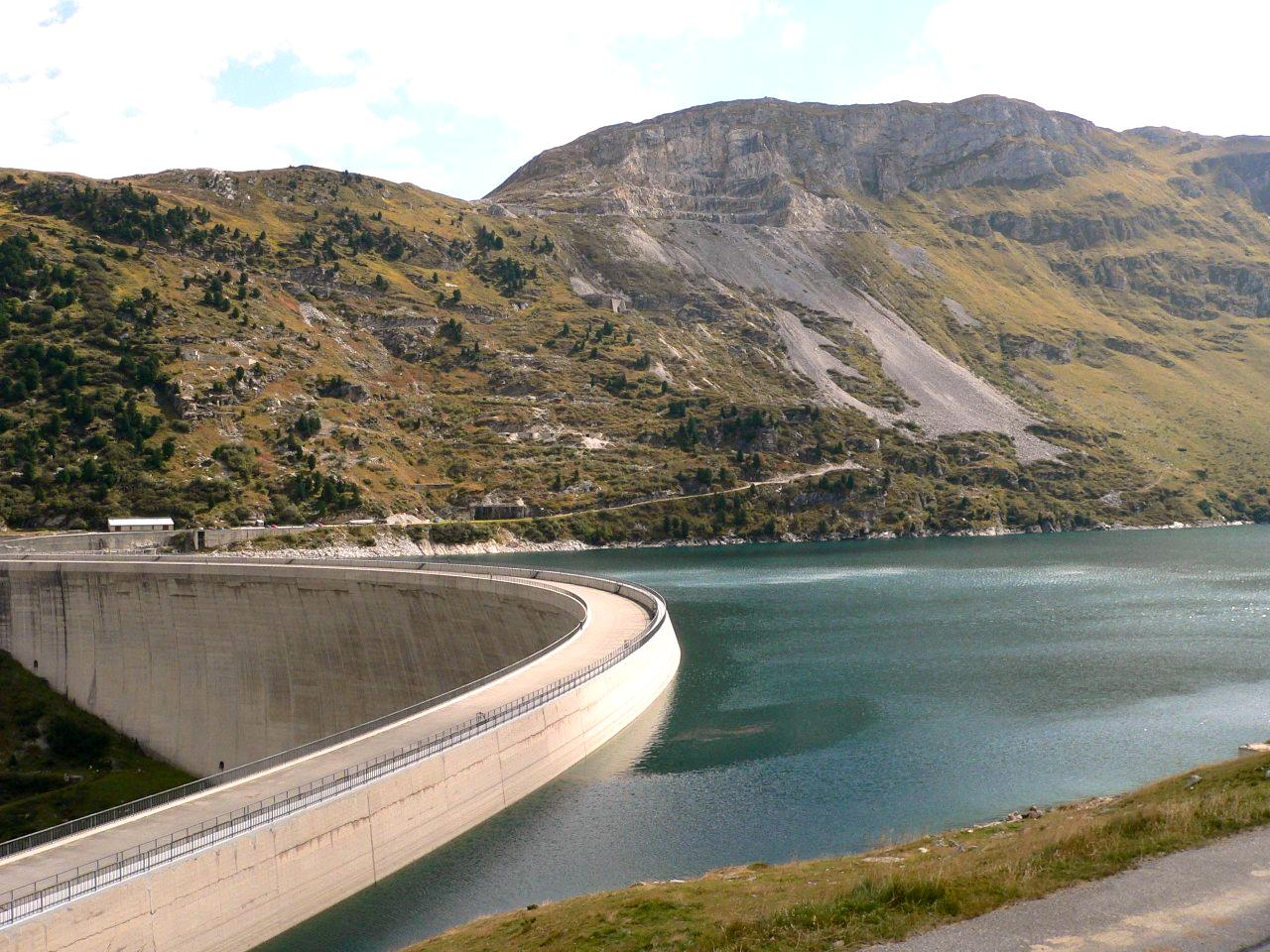
Bacino artificiale creato in corrispondenza di una diga

Il bacino o invaso è una struttura artificiale, che ha lo scopo di contenere una notevole massa d'acqua. Più dettagliatamente, è l'area che con i suoi deflussi superficiali contribuisce alla portata attraverso un'assegnata sezione del corso d'acqua.

## Applicazioni
Lo scopo del bacino è quello di raccogliere notevoli quantità d'acqua allo scopo di poterne disporre per usi sia nell'industria, che in agricoltura.
Il principale uso industriale che si fa dei bacini è legato alla produzione di energia idroelettrica, mediante apposite centrali idroelettriche. 
Per tale applicazione, si hanno un bacino di carico, dove viene raccolta l'acqua che giungerà dalle opere di presa alle turbine tramite le condotte forzate, e un bacino di calma, dove le acque turbolente appena uscite dalla centrale vengono fatte placare prima della reimmissione nel flusso normale del fiume.
Un altro tipo di bacino è detto bacino di decantazione e serve a contenere un liquido (solitamente risultato di un processo industriale) che, prima di poter essere riutilizzato o sottoposto ad ulteriori processi, deve decantare (ovvero alcuni residui in sospensione devono depositarsi per gravità sul fondo).
Mentre gli esempi precedenti di bacini sono tali, per cui per la maggior parte del tempo essi sono riempiti totalmente o parzialmente, si hanno anche casi in cui il bacino viene mantenuto per lo più vuoto, in modo da essere impiegato per raccogliere grandi quantità di acqua in corrispondenza di eventi eccezionali, quali le piene; quest'ultimo tipo di bacino è detto bacino di espansione o invaso di emergenza.